# Homostolus acer
Homostolus acer är en fiskart som beskrevs av Smith och Radcliffe, 1913. Homostolus acer ingår i släktet Homostolus och familjen Ophidiidae. Inga underarter finns listade i Catalogue of Life.